# Гінтерзее (Рамзауер-Ахе)
Гінтерзее (нім. Hintersee, раніше Ферхензее (нім. Ferchensee) або Форхензее (нім. Forchensee), від нім. Förche «форель») — озеро площею 16,4 га в муніципалітеті Рамзау в Берхтесгаденській землі, приблизно за два кілометри на захід від центру міста Рамзау. На його честь названо поселення Гінтерзее, розташоване безпосередньо на його західному березі, яке налічує приблизно 100 мешканців.

## Географія

### Історія утворення
Гінтерзее біля підніжжя Райтеральпе та Гохкальтер утворилося приблизно 3500–4000 років тому, коли кам'яний зсув із Блауайсталя з масиву Гохкальтер, який охоплює площу 75 гектарів, перекрив Клаусбах, що бере початок у Гіршбіхлі, і водночас створив Цаубервальд. Щоб запобігти подальшому замуленню, спричиненому перенесеним сміттям, в 1900 році Клаусбах був перенаправлений навколо Гінтерзее приблизно до його витоку, Зіллерсбаха, впадаючи у Рамзауер Ахе. На сьогоднішній день озеро займає лише третину своєї первісної площі.

### Розташування та ландшафт
Озеро повністю розташоване в лісовому районі Гінтерзее, який був немуніципальною територією, допоки не був включений до складу Рамзау-бай-Берхтесгаден 1 січня 1984 року. Його західний берег межує з районом Рамзау, зокрема районом Гінтерзее, який спочатку належав громаді Антенбіхль.
Сьогодні в озеро впадають лише невеликі притоки із заходу та північного заходу. До них відноситься Антоніграбен, який піднімається нижче Едельвайсланеркопф і впадає в озеро за кілька метрів від Антонікапелле (з вальмовим дахом, XVII ст.). Максимальна глибина води становить 18 метрів, а температура води в літні місяці досягає близько 16 °C.

## Використання

### Загальне використання
Озеро є власністю Баварії, за його управління відповідає Баварська адміністрація державних палаців, садів і озер.
До озера можна дістатися з Рамзау пішки через Цаубервальд. По озеру курсує електрокатер, можна взяти напрокат гребні човни та водні велосипеди. На березі Гінтерзее розташовані гостьовий будинок Християнської асоціації для юнаків (CVJM) і кілька готелів та ресторанів.

### Використання взимку
Озеро регулярно замерзає взимку, і туристи використовують його для катання на ковзанах та керлінгу.
За приблизно 30 хвилин із Гінтерзее можна дістатися до місця годівлі диких тварин у Клаусбахталі.

### Історія

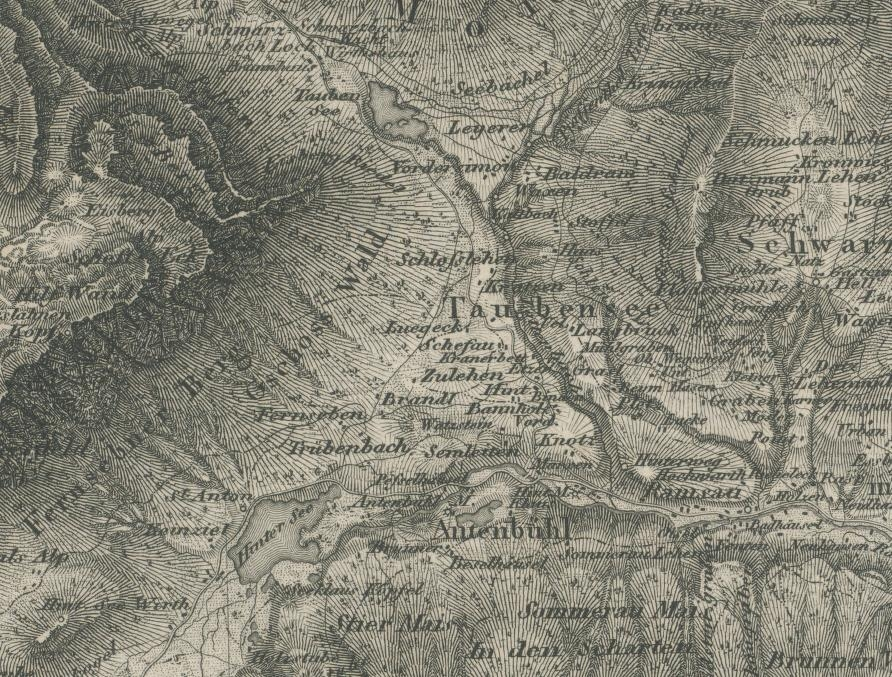
Історична карта (1830–1840 рр.) з «Гінтер Зее» на півдні

Попри Гінтерзее проходив важливий торговий шлях через Гіршбіхль у Целль-ам-Зее, що сприяло виникненню першого поселення Рамзау, після того як був заснований монастир Берхтесгаден.
Після заснування Баварії будинок лісника в Гінтерзее був для короля Людвіга III останнім місцем перебування в Баварії, перед тим як він звільнив своїх чиновників і солдатів від присяги на вірність у Декларації Аніфера в Зальцбурзі.
Після бомбардування Оберзальцберга деякі нацистські чиновники були переселені в Гінтерзее. Незадовго до закінчення Другої світової війни, 1 травня 1945 року, за наказом генерала Августа Вінтера було знищено військовий щоденник Верховного командування Вермахту (ОКВ) з усіма томами текстів та додатками.

### Культура
У XIX столітті в Гінтерзее була створена відома колонія художників, яка складалася переважно з представників Мюнхенської та Віденської шкіл, серед яких були, зокрема, Вільгельм Буш, Карл Ротманн, Людвіг Ріхтер, Карл Шух, Карл Гаґемейстер, Томас Фернлі, Фрідріх Гауерман, Фердинанд Вальдмюллер і Фредерік Крістіан Кірскоу (1805–1891). Наприклад, Карл Роттман використав пейзаж озера як мотив для своїх картин. Такзвана стежка Ramsauer Malerweg веде від центру села Рамзау через Цаубервальд до Гінтерзее вздовж улюблених місць художників.
Гінтерзее також було кулісою для кількох фільмів.
Після більш ніж 50-річної перерви в серпні 2009 року в Гінтерзее знову відбувся фестиваль озера, який викликав великий резонанс. Тепер він знову проводитиметься кожні чотири роки.

## Галерея

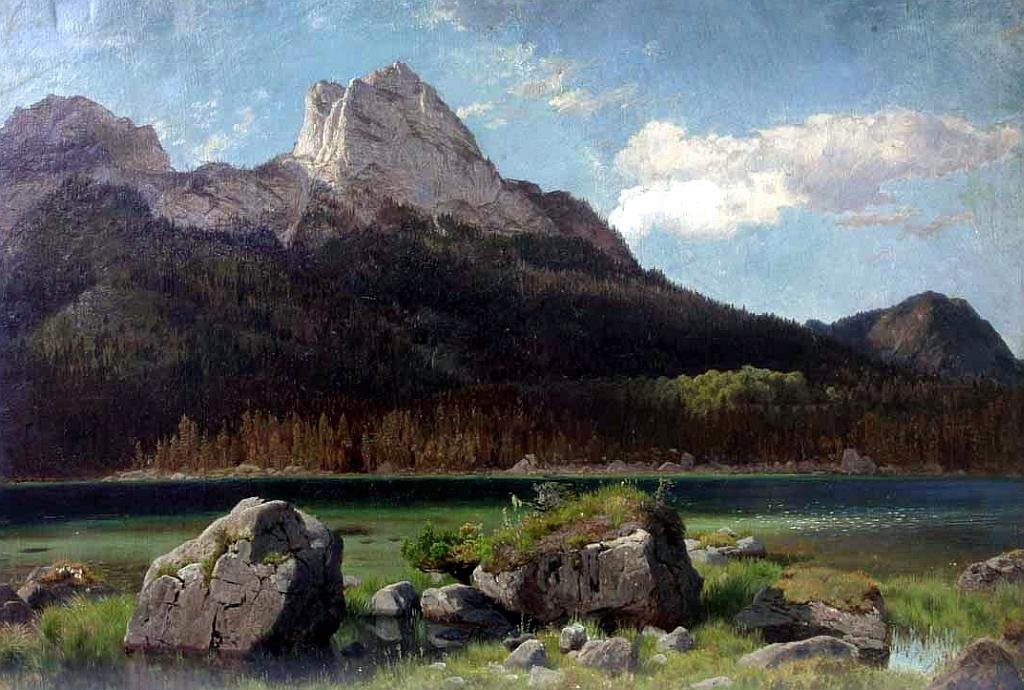
Йоганн Вільгельм Ширмер: Гінтерзее біля Берхтесгадена (1838)
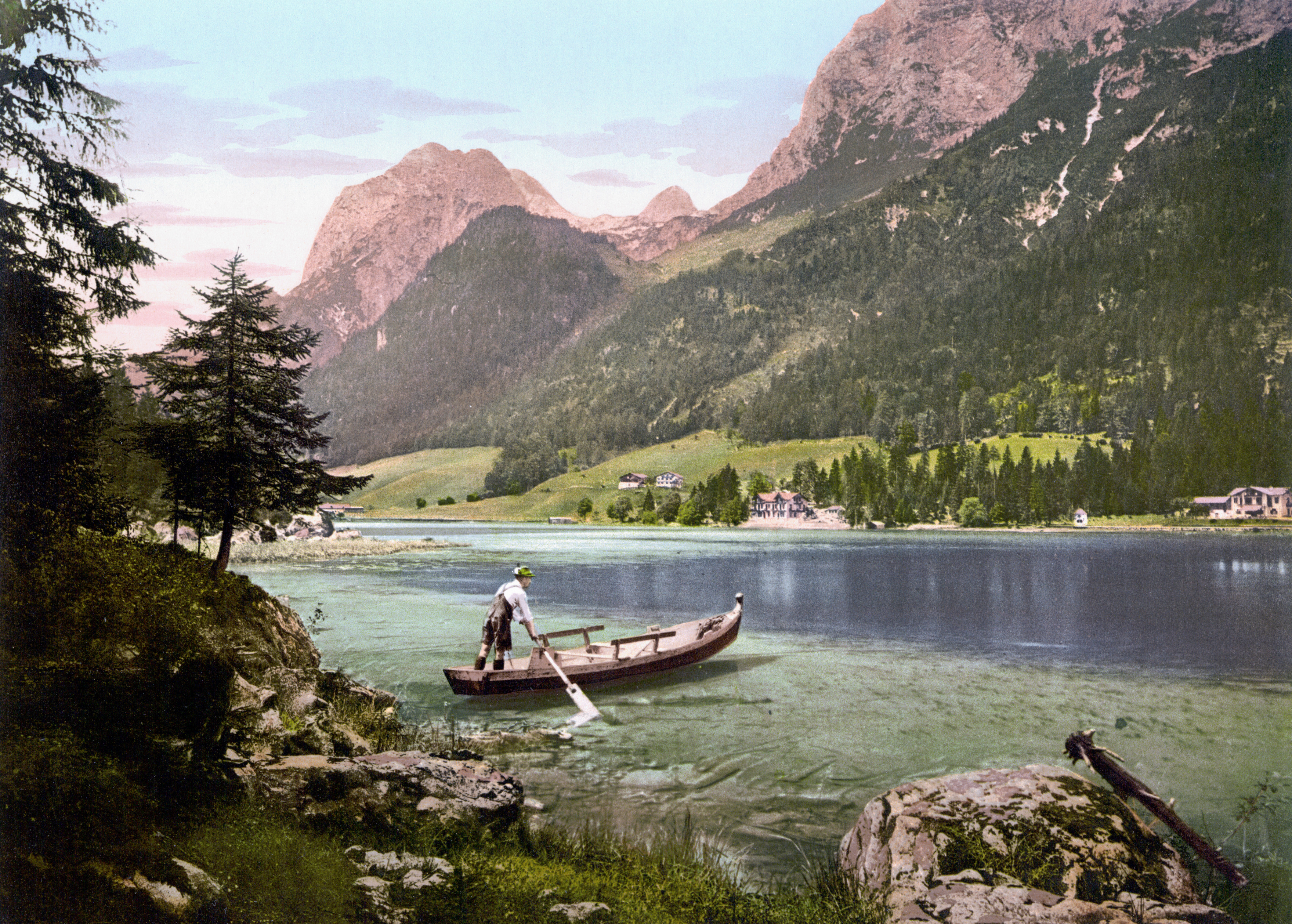
Гінтерзее приблизно 1900 р. (фотохром)
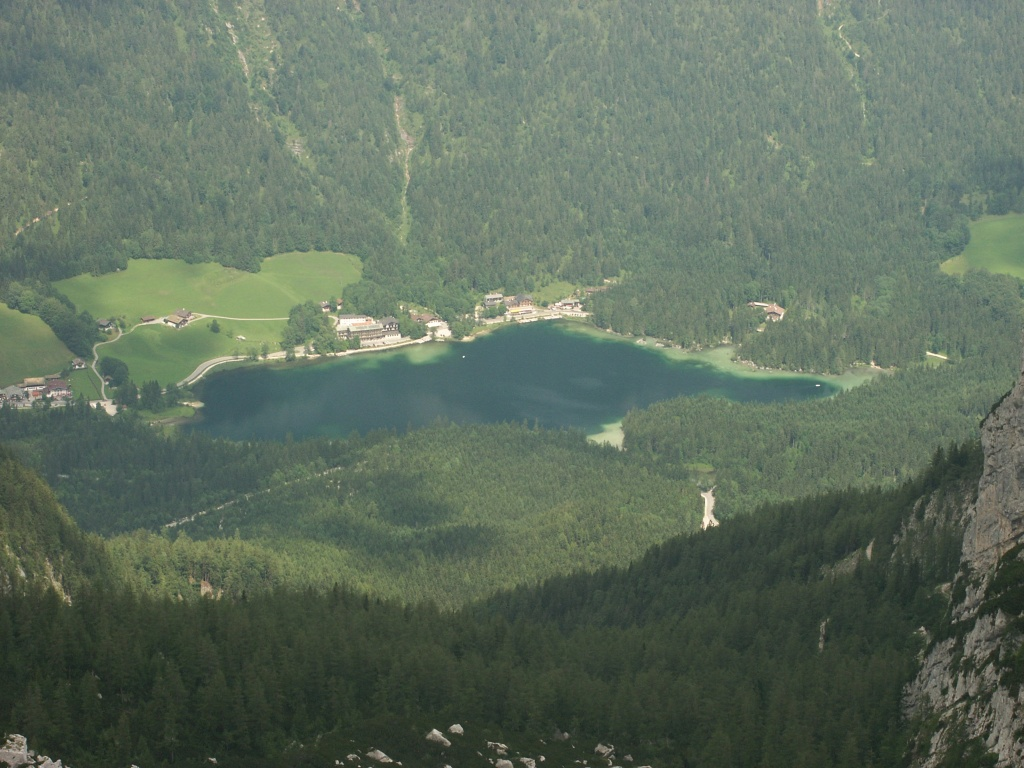
Вид на підйомі Шертеншпітце: Гінтерзее з селом Гінтерзее
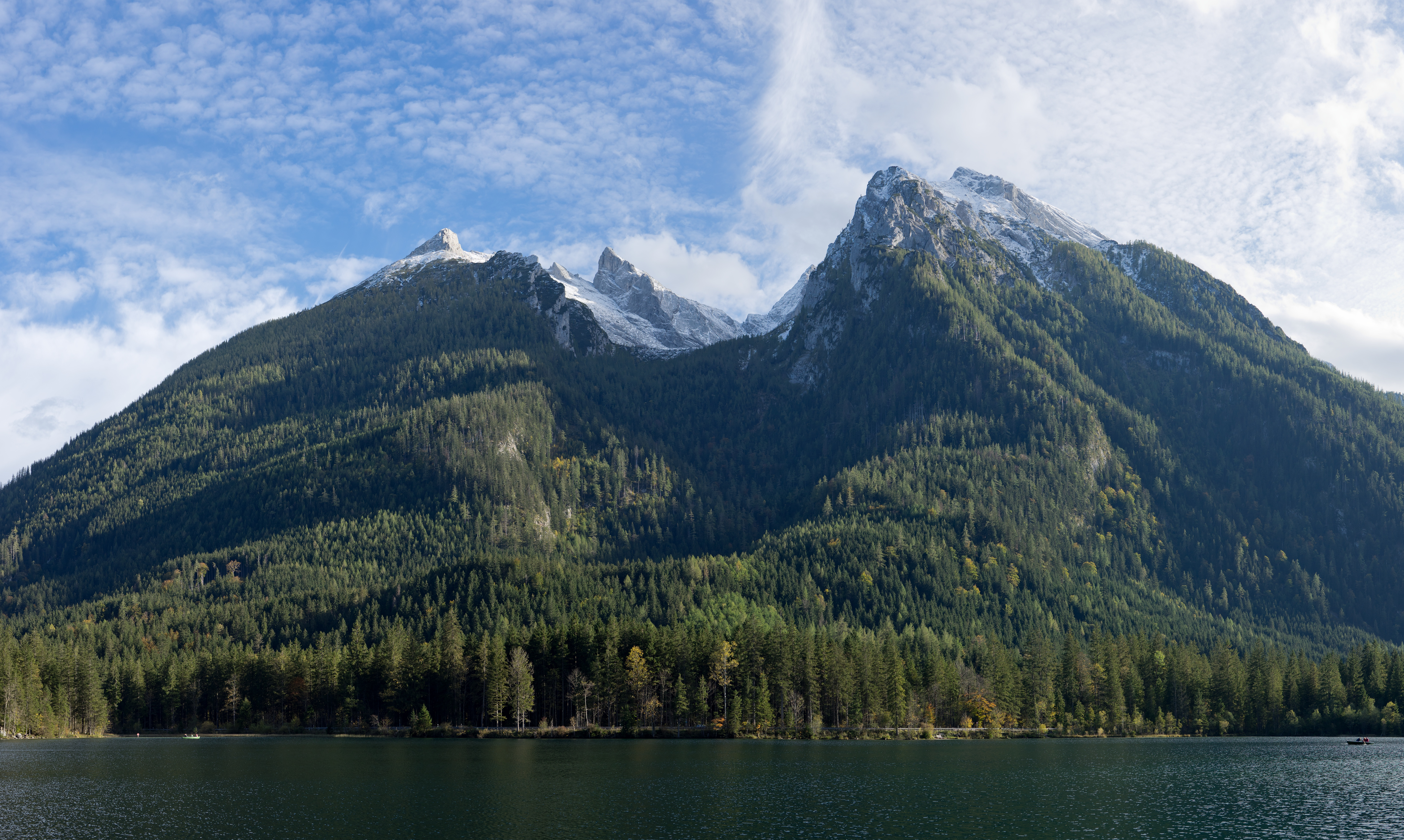
Вид з Гінтерзее на Гори Гохкальтер із Шартеншпітце
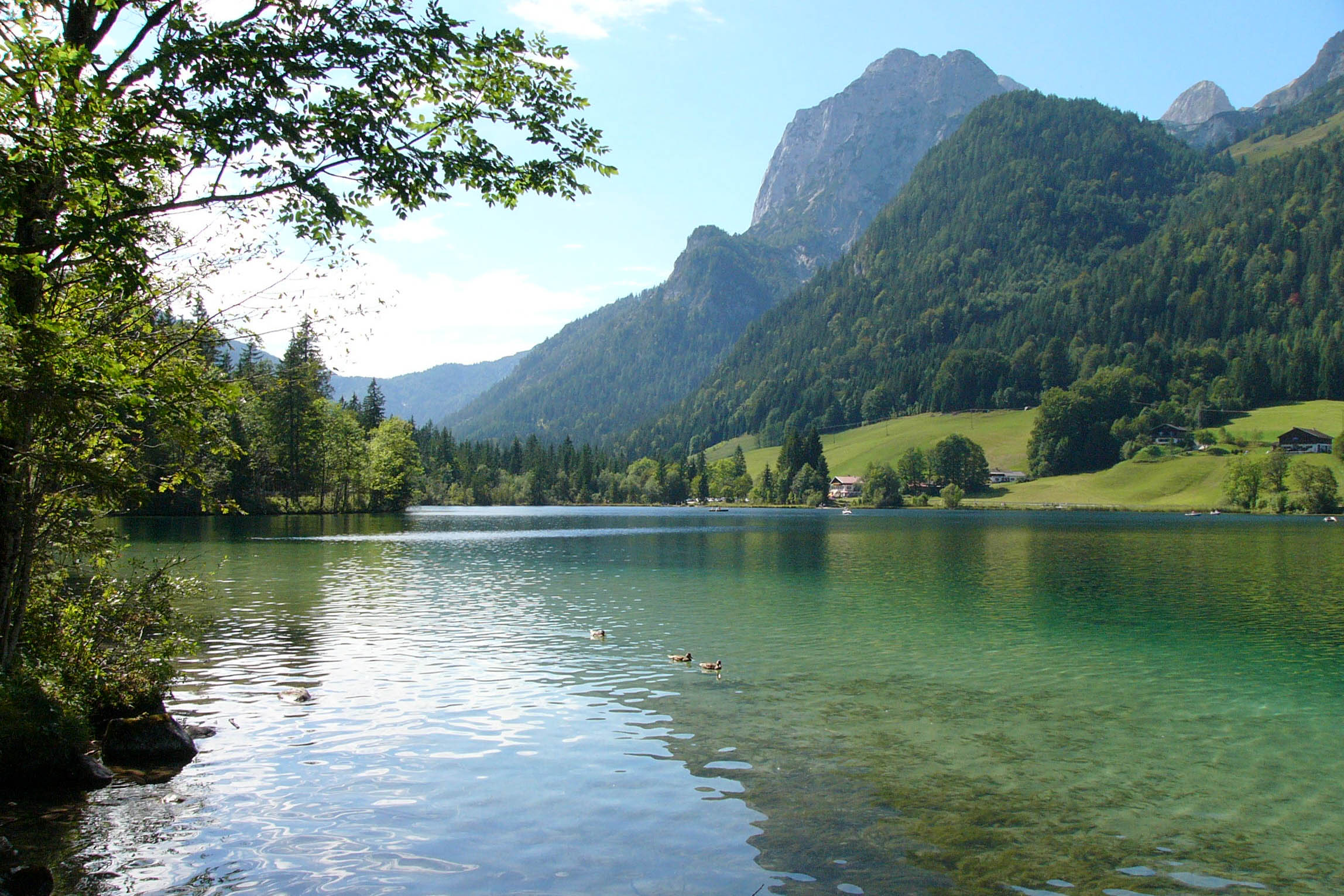
Гінтерзее біля Рамзау з Мюльштурцгорн
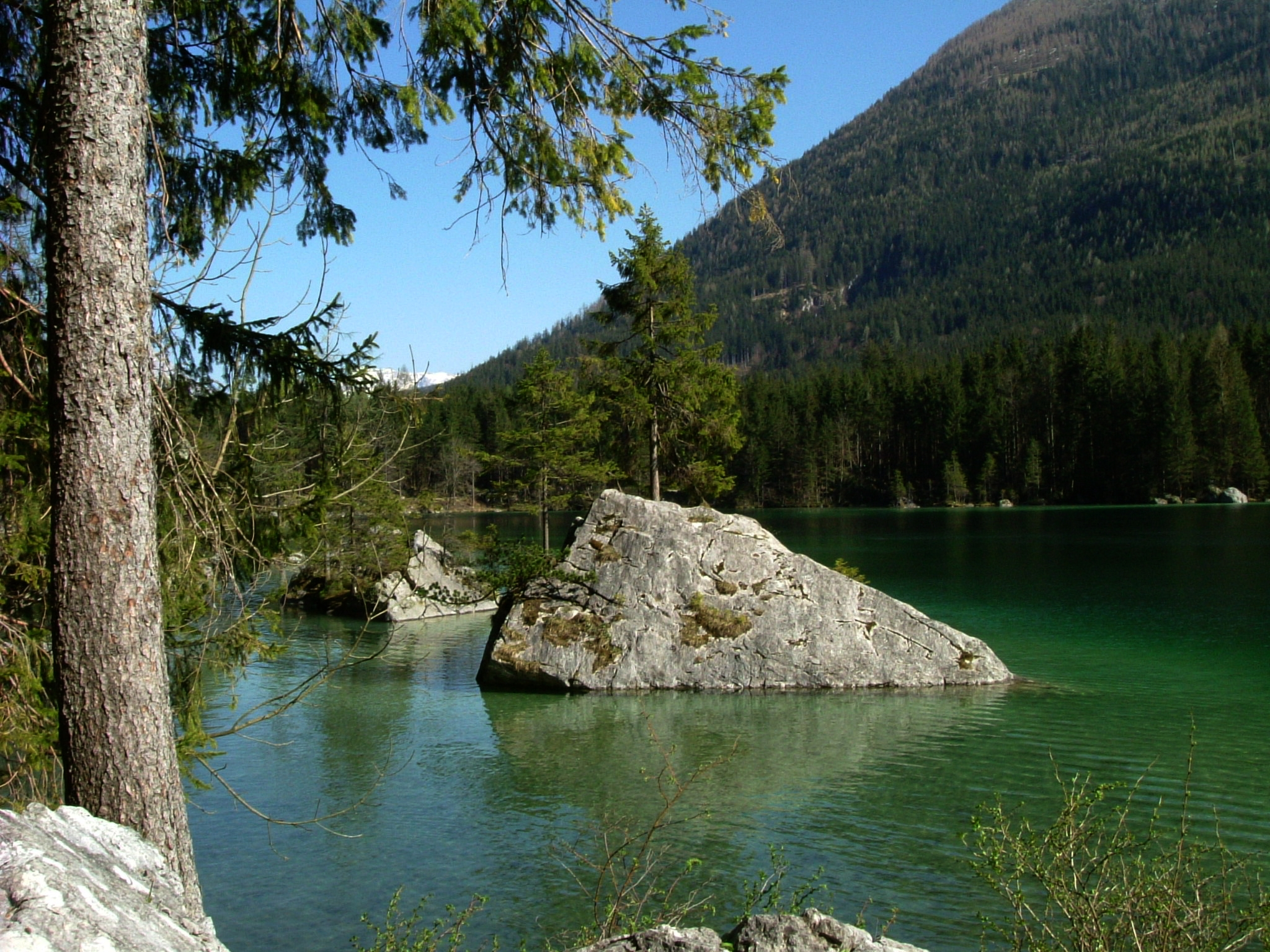
Фотомотив Гінтерзее
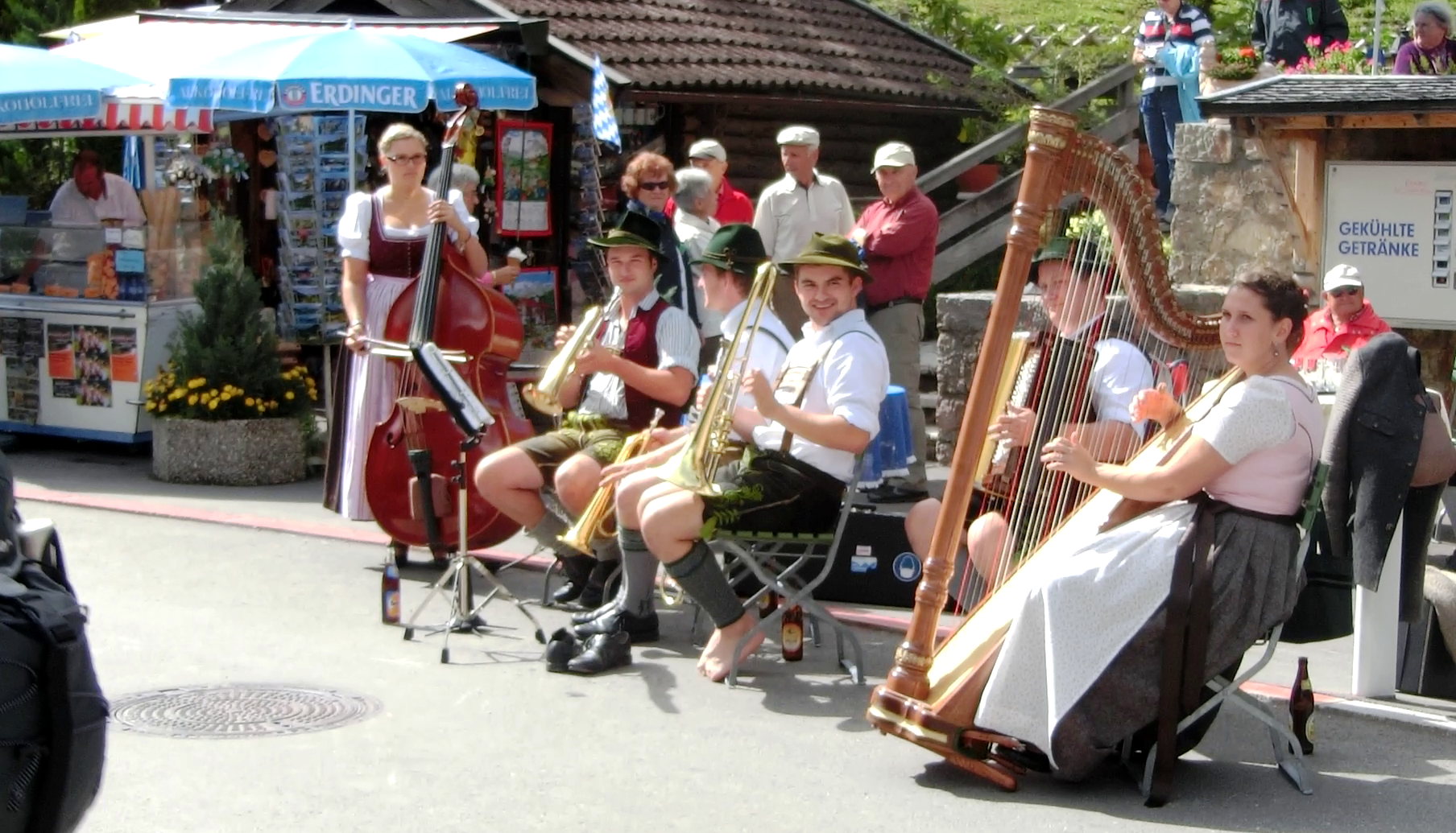
Музиканти на Seefest 2013
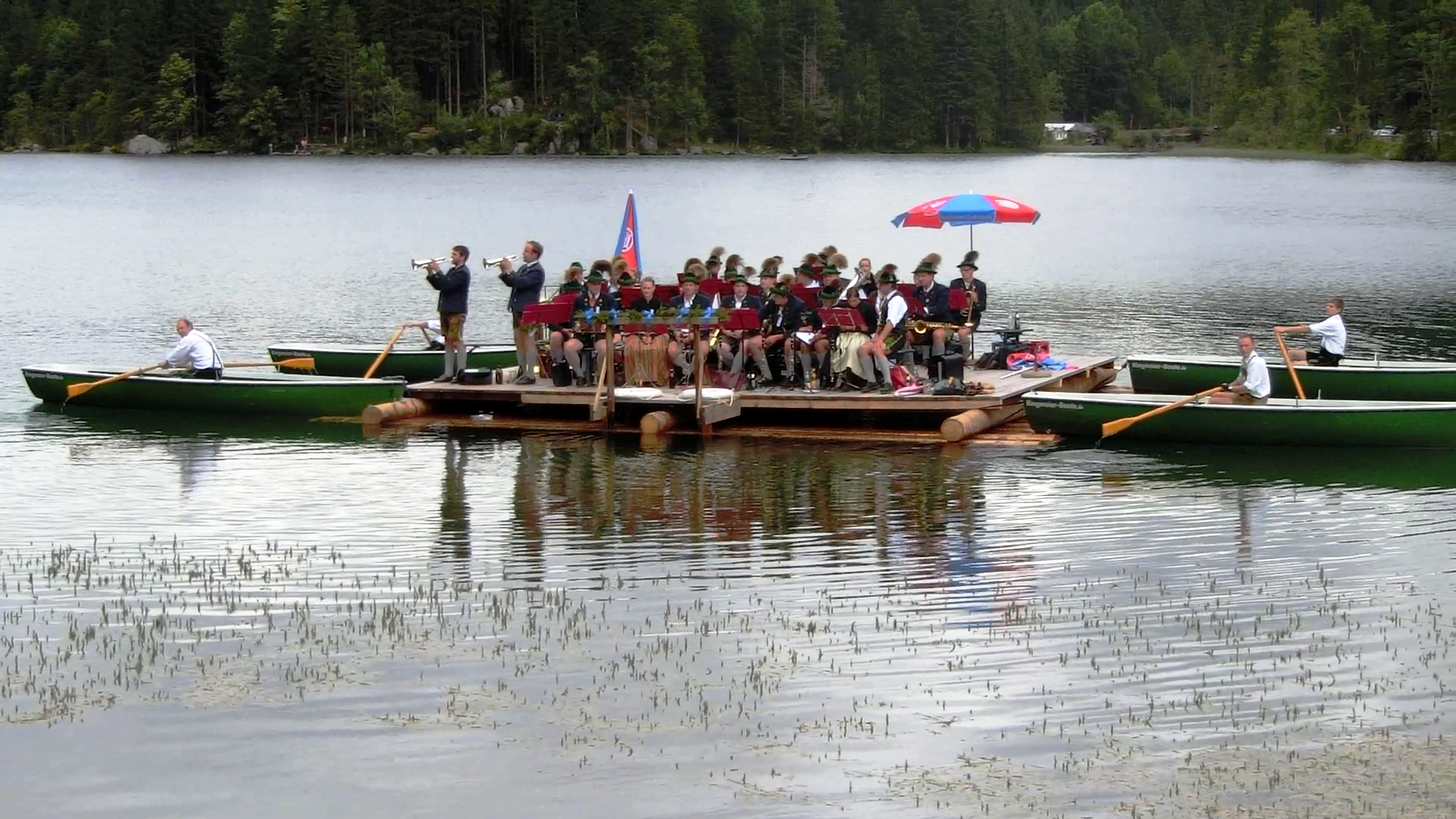
Музиканти на Seefest 2013